# Stephen J. Solarz

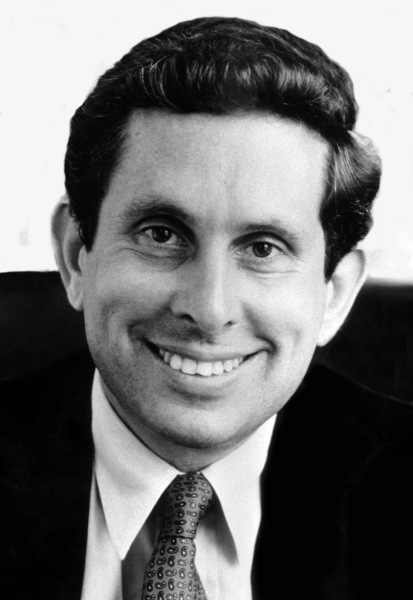
Stephen J. Solarz (1989)

Stephen Joshua Solarz (* 12. September 1940 in New York City; † 29. November 2010 in Washington, D.C.) war ein US-amerikanischer Politiker der Demokratischen Partei.
Solarz studierte an der Brandeis University in Waltham, Massachusetts und erhielt dort 1962 seinen Bachelor of Arts (B.A.). Seinen Master of Arts (M.A.) erhielt er 1967 an der Columbia University in New York City. Im Anschluss unterrichtete er von 1967 bis 1968 Politikwissenschaft am Brooklyn College. Seine politische Karriere begann er in der New York State Assembly, der er von 1969 bis 1974 angehörte. Für die Demokratische Partei war er 1974 Delegierter bei der Democratic National Mid-term Convention. Im selben Jahr wurde er für seine Partei in den 94. Kongress der Vereinigten Staaten gewählt. In den folgenden Jahren gelang es Solarz insgesamt achtmal im 13. Kongresswahlbezirk New Yorks wiedergewählt zu werden. Er vertrat den Bundesstaat New York vom 3. Januar 1975 bis zum 3. Januar 1993 im Repräsentantenhaus der Vereinigten Staaten. Bei den Wahlen zum 103. Kongress 1992 gelang es ihm nicht sich erneut als Kandidat aufstellen zu lassen. Nach seinem Ausscheiden aus dem Repräsentantenhaus wurde er von Präsident Bill Clinton zum Vorsitzenden des Central Asian-American Enterprise Fund ernannt und bekleidete diesen Posten von 1993 bis 1998.
Solarz verbrachte seinen Lebensabend in McLean, Virginia. November 2010 starb er in einem Krankenhaus in Washington, D.C. an Speiseröhrenkrebs.